# Pierre De Ryckere

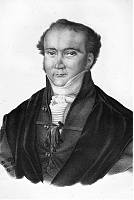

Pierre Joseph Marie Colette de Ryckere, of Petrus Josephus Maria Coleta de Ryckere, ook gespeld als de Rijckere (Gent 23 september 1793 - 15 november 1863) was lid van het Belgisch Nationaal Congres, hoogleraar en diplomaat.

## Levensloop
Hij was de zoon van Pierre-Joseph de Ryckere uit Kortrijk, die zich in Gent als handelaar gevestigd had, samen met zijn vrouw Joanna Collage. Hij was welvarend geworden, had ook wat politiek bedreven en was heelhuids en nog welvarender uit de revolutieperiodes gekomen. De zoon studeerde aan het bisschoppelijk college in Gent en behaalde in 1815 zijn diploma in de École de Droit in Brussel. Hij begon zijn loopbaan als advocaat. Hij trouwde met Marie-Anne Greenwood, de weduwe van de Antwerpse schilder Frans Solvyns. Ze bracht drie kinderen mee. Het echtpaar de Ryckere-Greenwood bleef kinderloos.
Hevig tegen Bonaparte gekant, maakte De Ryckere na diens terugkeer uit Elba een gedicht waarin hij het had over 'ce mortel sanguinaire' en dat hij liet drukken, maar blijkbaar niet verspreiden, omdat de drukker bang was dat Napoleon het nog weleens zou kunnen halen en ondertussen gevaarlijk dicht was genaderd.
In 1817 schreef De Ryckere een ode in Latijnse verzen, opgedragen aan Willem I der Nederlanden. Hij werd onmiddellijk gewoon hoogleraar benoemd aan de nieuwe universiteit en belast met de cursussen 'Institutes' en 'Pandectes'. Zijn onderwijs bleek gebaseerd op tamelijk verouderde publicaties. In 1823-24 was hij rector van de universiteit.

## Belgische Revolutie
Toen de revolutie uitbrak, was De Ryckere sedert enkele maanden gemeenteraadslid van Gent geworden en hij stortte zich in de actie. Aan het hoofd van een delegatie reisde hij naar Brussel om het Voorlopig Bewind te melden dat het Gentse stadsbestuur het nieuwe bestuur erkende. Hij ging ook naar Antwerpen en wisselde daar van gedachten met de prins van Oranje over wat moest gebeuren om de gemoederen te bedaren. Uit Brussel kwam de Ryckere als interim-gouverneur van Oost-Vlaanderen terug en bleef dit tot 31 december 1830. Had men in hem een verdoken orangist ontdekt of was er een andere reden? Hij werd alvast vervangen door de uitgesproken patriottistische Werner de Lamberts-Cortenbach.
De Ryckere werd in oktober 1830 ook tot lid verkozen van het Nationaal Congres. Hij zetelde er van 10 november 1830 tot aan zijn vroegtijdig ontslag op 17 januari 1831. Hij stemde mee de onafhankelijkheidsverklaring en stemde ook voor de eeuwigdurende uitsluiting van de Nassaus. Voor het overige hield hij geen enkele tussenkomst. Evolueerde hij, als gevolg van de tegengestelde opinies en discussies in het Nationaal Congres of kwam hij onder de indruk van de orangisten in Gent? Hij stuurde op 17 januari 1831 een lange ontslagbrief die zijn motieven uitgebreid meedeelde. De conclusie was dat hij, in de gegeven omstandigheden, maar één oplossing zag om iedereen, ook de Mogendheden, tevreden te stellen en een oorlog te vermijden, namelijk dat de prins van Oranje tot koning der Belgen zou worden verkozen. Een dergelijke stelling stond natuurlijk haaks op wat de overgrote meerderheid in het Congres dacht en werd dan ook op hoongelach onthaald. 'Aanvaarden we zijn ontslag?' vroeg de voorzitter. Waarop van alle kanten geroepen werd: 'Ja graag' en Alexander Rodenbach voegde eraan toe: 'Bon voyage' (goede reis).  
In 1835 werd hij emeritus hoogleraar, maar doceerde toch nog de Pandecten in 1836, gevolg aan het plotse vertrek van Warnkönig.
In 1838 werd hij Belgisch zaakgelastigde in Zweden en bleef dit tot in 1841. Hij deed nadien pogingen om andere diplomatieke opdrachten te krijgen, maar vergeefs. Hij bracht dan ook zijn laatste levensjaren in teruggetrokken afzondering door. 
Het OCMW bezit een portret van De Ryckere, die een groot deel van zijn vermogen aan de Gentse Armenzorg schonk.